# Ярва, Ристо
Ри́сто А́нтеро Я́рва (фин. Risto Antero Jarva; 15 июля 1934, Хельсинки, Финляндия — 16 декабря 1977, там же) — финский кинорежиссёр, сценарист, монтажёр, кинопродюсер, актёр и оператор.

## Биография
Представитель финской «новой волны», участники которой с начала 1960-х годов обратились к социальной проблематике. Снимал как игровые, так и документальные фильмы. Погиб в автокатастрофе.

## Избранная фильмография

### Режиссёр
- 1962 — Ночь или день / Yö vai päivä
- 1964 —  / X-paroni
- 1965 —  / Onnenpeli
- 1967 — Дневник рабочего / Työmiehen päiväkirja
- 1969 — Время роз / Ruusujen aika
- 1970 — Бензин в крови / Bensaa suonissa
- 1972 —  / Kun taivas putoaa...
- 1973 — Война одиночки / Yhden miehen sota
- 1975 — Мужчина, который не мог сказать «нет» / Mies, joka ei osannut sanoa EI
- 1976 —  / Loma
- 1977 — Год зайца / Jäniksen vuosi

### Сценарист
- 1962 — Ночь или день / Yö vai päivä
- 1964 —  / X-paroni
- 1965 —  / Onnenpeli
- 1967 — Дневник рабочего / Työmiehen päiväkirja
- 1969 — Время роз / Ruusujen aika
- 1970 — Бензин в крови / Bensaa suonissa
- 1972 —  / Kun taivas putoaa...
- 1973 — Война одиночки / Yhden miehen sota
- 1975 — Мужчина, который не мог сказать «нет» / Mies, joka ei osannut sanoa EI
- 1976 —  / Loma
- 1977 — Год зайца / Jäniksen vuosi (по одноимённому роману Арто Паасилинна)

### Монтажёр
- 1962 — Ночь или день / Yö vai päivä
- 1964 —  / X-paroni
- 1965 —  / Onnenpeli
- 1967 — Дневник рабочего / Työmiehen päiväkirja
- 1969 — Время роз / Ruusujen aika
- 1970 — Бензин в крови / Bensaa suonissa
- 1972 —  / Kun taivas putoaa...
- 1973 — Война одиночки / Yhden miehen sota
- 1975 — Мужчина, который не мог сказать «нет» / Mies, joka ei osannut sanoa EI
- 1976 —  / Loma
- 1977 — Год зайца / Jäniksen vuosi

### Продюсер
- 1962 — Ночь или день / Yö vai päivä
- 1964 —  / X-paroni
- 1965 —  / Onnenpeli
- 1967 — Дневник рабочего / Työmiehen päiväkirja
- 1968 —  / Vihreä leski
- 1969 — Время роз / Ruusujen aika
- 1970 —  / Kesäkapina
- 1970 — Бензин в крови / Bensaa suonissa
- 1971 — Граф / Kreivi

### Актёр
- 1962 — Ночь или день / Yö vai päivä
- 1965 —  / Onnenpeli
- 1967 — Дневник рабочего / Työmiehen päiväkirja
- 1973 — Война одиночки / Yhden miehen sota
- 1976 —  / Loma

### Оператор
- 1964 —  / X-paroni

## Награды
- финская кинопремия «Юсси» (1966, 1968, 1971 и 1978)
- 1967 — номинация на Главный приз Пятого Московского международного кинофестиваля («Дневник рабочего»)
- 1974 — премия Международной Католической организации в области кино 24-го Берлинского международного кинофестиваля («Война одиночки»)